# Anwalt Aktuell
Die Publikation Anwalt Aktuell ist eine juristische Fachzeitschrift in einer Auflage von 30.000 Stück. Die Zeitschrift erscheint seit 2001 in Österreich und finanziert sich durch Inserate und Abonnements.
Herausgeber, Medieninhaber und Verleger der Zeitschrift ist die Dworschak & Partner KG Salzburg. Die Schriftleitung hat Dietmar Dworschak inne, der auch regelmäßig das Editorial verfasst.

## Aufbau
Anwalt Aktuell wird regelmäßig wie folgt gegliedert:
- Editorial
- Beiträge aus der Kammer
- Brief aus New York
- Hot Spots
- Sonderthema / Schwerpunktthema
- Bücher News
- Wartezimmer

und bei Bedarf durch weitere Untergliederungen ergänzt
Beiträge die in Anwalt Aktuell veröffentlicht bzw. besprochen werden (wie auch bei anderen Zeitschriften) üblicherweise folgendermaßen zitiert:
- Beiträge: Anwalt Aktuell / Jahr / Seite